# Liste der denkmalgeschützten Objekte in Díly
Grundlage dieser Liste der denkmalgeschützten Objekte in Díly ist die ÚSKP-Liste (Ústřední seznam kulturních památek České republiky, deutsch Zentrale Liste der Kulturdenkmäler der Tschechischen Republik), die von der tschechischen Denkmalschutzbehörde NPÚ (Národní památkový ústav, deutsch Nationale Denkmalbehörde) seit 1987 geführt wird und an die seit dem Jahr 1850 geschaffenen Listen anschließt.

## Denkmalgeschützte Objekte nach Ortsteilen

### Díly
| Lage                             | Objekt                    | Beschreibung | ÚSKP-Nr.                  | Bild       |
| -------------------------------- | ------------------------- | ------------ | ------------------------- | ---------- |
| Díly 82 (Standort)               | Bauernhaus                | Doppelhaus   | 28199/4-2055 Info Katalog | Bauernhaus |
| Díly 44 (Standort)               | Bauernhaus                |              | 32728/4-2056 Info Katalog | Bauernhaus |
| Díly 48 (Standort)               | Bauernhaus                |              | 15951/4-2057 Info Katalog | Bauernhaus |
| Im Garten von Díly 60 (Standort) | Säule mit drei Allegorien |              | 28736/4-4015 Info Katalog | BW         |